# Lamprechtshöhle

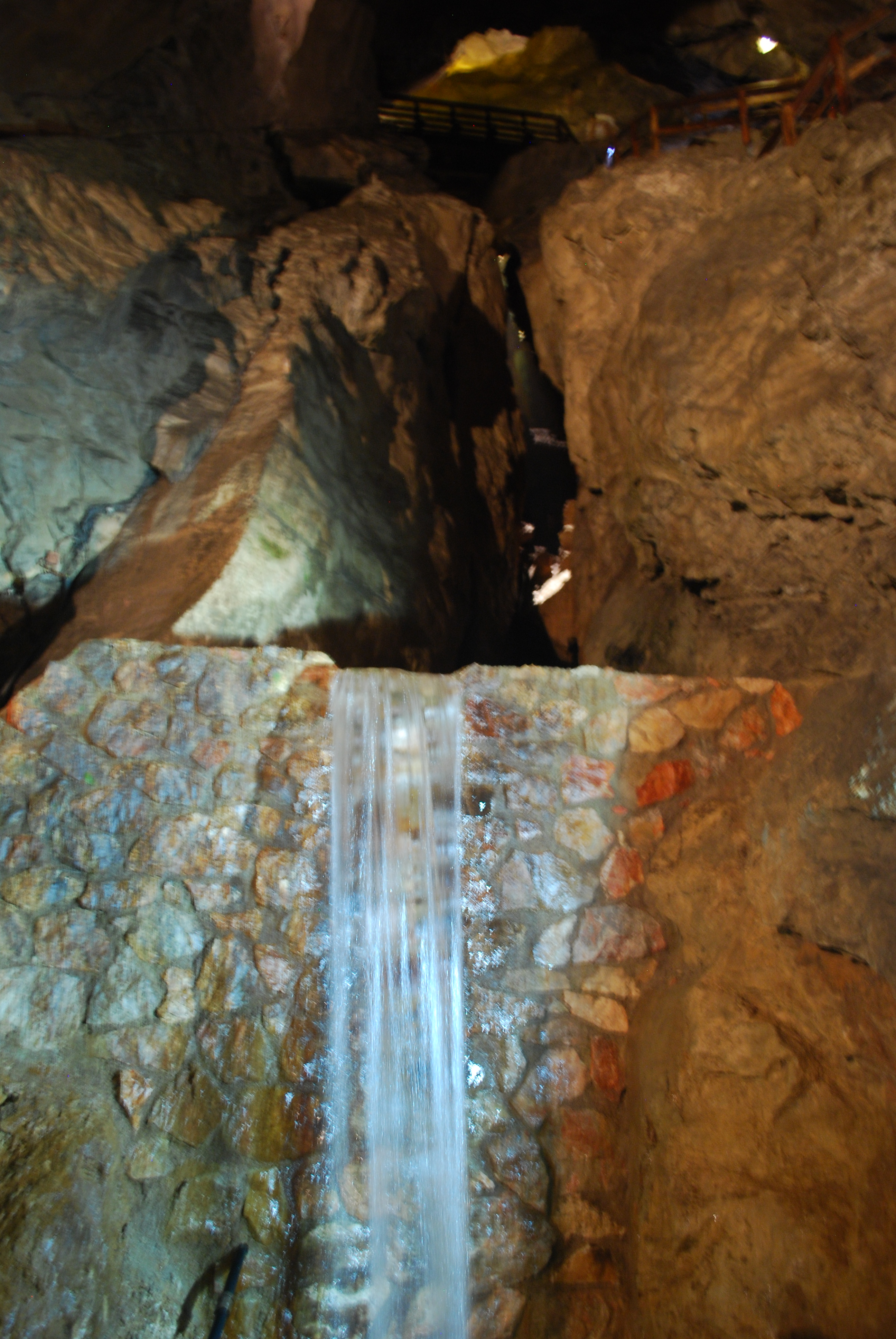
Een waterval in het Lamprechtshöhle

De Lamprechtshöhle is een sinds honderden jaren bekende grot in het dorpje Sankt Martin bei Lofer in de Oostenrijkse deelstaat Salzburg. De ingang van de grot ligt direct achter een restaurant aan de hoofdweg tussen Lofer en Saalfelden en heeft een totale lengte van 51 kilometer en is daarmee een van de grootste grottenstelsels in Europa.
700 meter van het grottenstelsel is geopend voor toeristen, via houten bruggen en trappen door de grot heen slingeren. Voor ervaren klimmers zijn er ook rondleidingen van meerdere uren waarbij de grotten buiten deze route bekeken kunnen worden. Het grottenstelsel wordt door experts gezien als een van de moeilijkst betreedbare maar een van de mooiste grottenstelsels van de wereld. Dit laatste komt vooral door de diversiteit aan kleine meertjes, watervallen en kloven binnen het grottenstelsel.
De kloof kan met korting worden bezocht met een Salzburger Saalachtal karte en ook kan men de kloof bezoeken met een combinatiekaart waarmee men ook de Seisenbergklamm in Weißbach bei Lofer en de Vorderkaserklamm kan bezoeken.